# Atlas historique

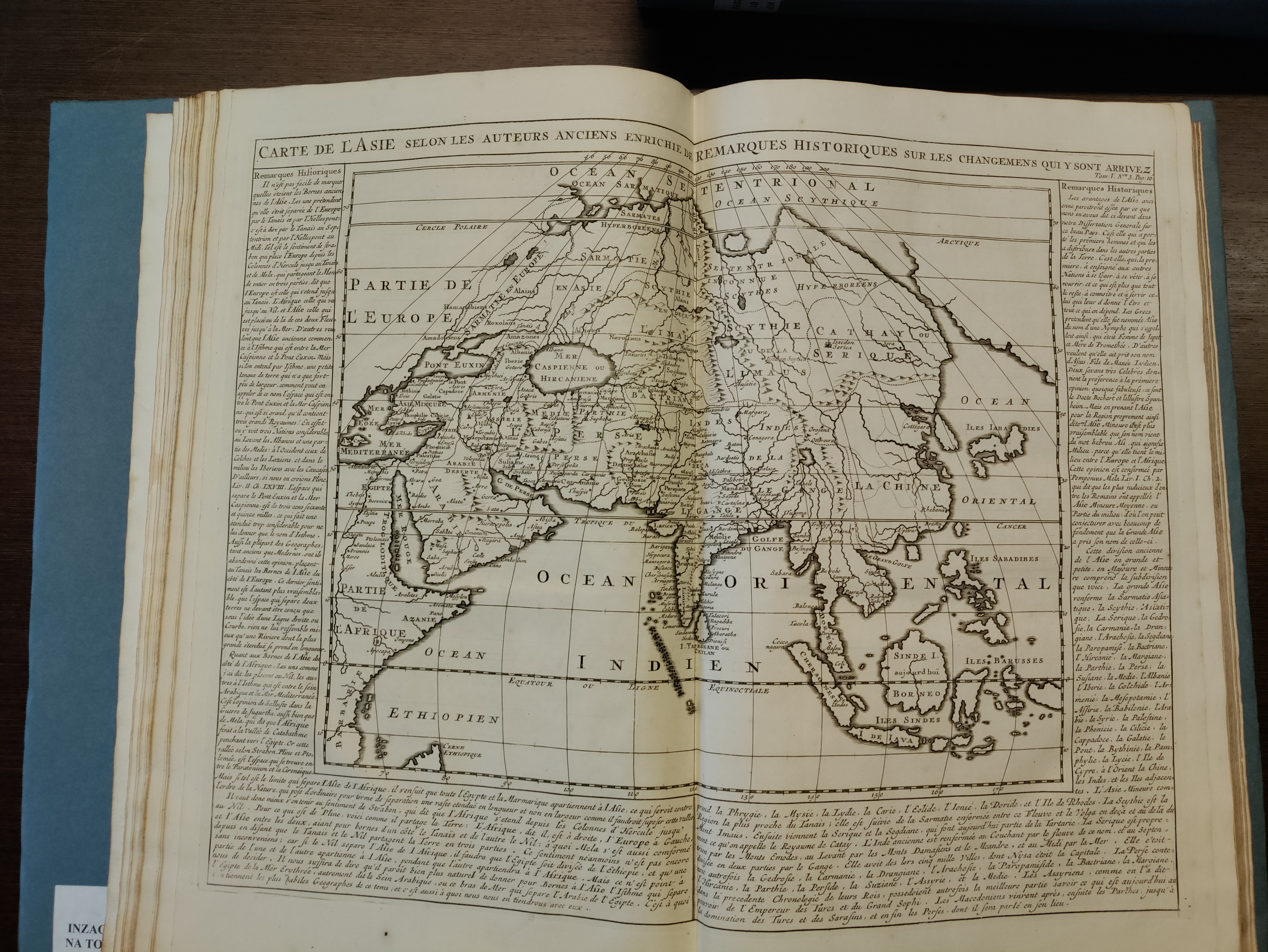
'Carte de Asie selon les auteurs ancien enrichie de remarques historiques sur les changements qui y sont arrrivez. Kaart van Azië volgens de oude schrijvers, verrijkt met historische opmerkingen over de veranderingen die daar plaatsvonden. Museum Allard Pierson

De Atlas Historique is een zevendelige historische atlas, uitgegeven tussen 1705 en 1739 in verschillende edities, door de firma l'Honoré & Châtelain. 

## Samenstelling
De Atlas Historique van l’Honoré & Châtelain heet voluit ‘Atlas Historique ou Nouvelle Introduction À l’Histoire, à la Chronologie & à la Géographie Ancienne & Moderne, Representée dans de Nouvelles Cartes Où l’on remarque l’Establissement des premiers Etats & des plus anciens Empires du Monde, leur durée, leur chûte, & leurs differens Gouvernemens’ is een historische atlas, gepubliceerd in Amsterdam, die bestaat uit zeven delen. Er zijn verschillende edities uitgegeven tussen 1705 en 1739. De eerste vier delen hebben vier edities. Van deel V-VII bestaan twee edities. Delen II en III werden als set uitgegeven, net zoals delen V en VI. Tegen de tijd dat de delen vijf en zes gepubliceerd werden in 1719, verscheen van het eerste deel al bij de tweede editie. Het voltooien van alle zeven delen duurde vijftien jaar, van 1705 tot de verschijning van deel VII in 1720.

## Inhoud
Het werk is een historische atlas, zoals de titel suggereert, en omvat geschiedkundige en contemporaine kaarten van Europa, Afrika, Azië, Noord- en Zuid-Amerika. Ook staan er etnografische beschrijvingen van verschillende volken die in deze gebieden leven. De staatsinrichting, gebruiken, kleding, religie, taal, flora en fauna die voorkomen in een land of gebied, worden in zgn. 'dissertaties' beschreven. Ook wordt er veel gebruikgemaakt van artistieke afbeeldingen als ondersteuning bij de tekst. De prenten, van zowel kaarten, als uitzichten, dieren, kleding en andere curiosa, gaven de atlas een aanzienlijke status. De platen dienden niet alleen een praktisch, maar ook een esthetisch nut. 
Naast kaarten en etnografische verhandelingen, staan er ook chronologieën en genealogieën in de atlas. De stambomen van verschillende Europese vorstenhuizen worden afgebeeld. Naast contemporaine monarchieën, worden ook historische chronologieën geïnventariseerd, zoals die van de consuls van Rome of de heersers van Perzië. Dit onderdeel is volgens de auteur een kernaspect van de atlas. In de Preface van het eerste deel wordt het werk beschreven als een combinatie  van geschiedenis, geografie en chronologie. Deze drie invalshoeken vullen elkaar aan om een zo volledig mogelijk beeld te schetsen van wat er gebeurd is en op welke plaats. Het motief van de schrijvers is het aangenaam beschrijven van de geschiedenis op een, volgens hen, nieuwe en makkelijke manier, namelijk met veelvuldig gebruik van kaarten en chronologieën. In de zeven delen komen meerdere werelddelen aan bod. In Europa ligt er een grote nadruk op koninklijke stambomen, de werkingen van verschillende staatsbestellen, de klassieke oudheid en wetenschappelijke chronologieën.
Bij de overige werelddelen vinden we meer beschrijvingen over kledij, gebruiken, flora en fauna. De etnografische verhandelingen staan hier op de voorgrond.
Delen I-IV zijn door Jan Goeree en Pieter Sluyter gegraveerd en delen V-VII door Bernard Picart.

## Uitgever en auteur
De atlas is uitgegeven door de Amsterdamse uitgevers l’Honoré et Châtelain. Op het titelblad wordt naar de samensteller verwezen als "Mr. C***". Algemeen werd aangenomen dat Henri Abraham Châtelain de samensteller is geweest, maar er zijn verschillende aanwijzingen om deze aanname in twijfel te trekken. De familie Châtelain was een uitgeversfamilie, en de vader en broer van Henri Abraham, beiden genaamd Zacharias, hadden een belangrijke rol in de publicatie van de atlas. Een notariële akte waarin de Atlas Historique als onderpand voor een lening werd aangeboden, benoemt Zacharias Châtelain sr. als zowel de maker als uitgever van dit werk. Ook een passage in de Journal de Trevoux geeft aan dat iemand genaamd ‘Chastelain’ de auteur van dit werk is 
Zacharias Châtelain (16..-1723) is geboren in Parijs, en later geregistreerd in Amsterdam in 1687. Hij werkte samen met zijn schoonzoon, François l’Honoré, afkomstig uit Sedan. In 1703 dient l’Honoré een verzoek in om een octrooi te verkrijgen op een nieuwe en makkelijke manier van historische geografie. Dit wordt aanvankelijk afgewezen, maar later toegekend door de boekverkopersgilde in Amsterdam. De verschillende volumes worden onder verschillende uitgeversnamen uitgegeven, maar allen weerspiegelen ze een samenwerking tussen l’Honoré en de familie Châtelain. 
In 1707 is er sprake van de firma Châtelain frères, waarmee Zacharias jr.  en mogelijk zijn broer Isaac Samuel mee bedoeld worden. Deze firma bestaat tot 1715, waarna het compagnieschap l’Honoré & Châtelain ontstaat. Hier betreft het dus een samenwerking tussen l’Honoré en Zacharias jr.
Naast de samenstellers wordt ook Nicolas Gueudeville genoemd als schrijver van de dissertaties bij de afbeeldingen en kaarten. Als gevluchte Franse monnik koesterde hij een openlijken afkeer van Lodewijk XIV en de katholieke kerk. Franse recensenten waren niet positief over de toevoegingen van Gueudeville, maar wel over het werk van l’Honoré en Châtelain.

## Historische context
De eerste atlassen ontstonden in de zestiende eeuw. Kaartenmaker Abraham Ortelius wordt gezien als de bedenker van de moderne atlas, met zijn Theatrum orbis terrarum (1570). De dominantie van afbeeldingen boven tekst, de uniformiteit van opmaak en de structuur zorgden voor een overgang van kaartboeken naar atlassen. 
De Atlas Historique wordt ruim een eeuw na het Theatrum uitgegeven en voldoet aan de bovengenoemde kenmerken van een atlas. De intentie van de auteurs is om op een nieuwe manier geschiedenis te behandelen, aan de hand van kaarten, prenten, chronologische overzichten en geografie.   Er waren al eerder historische atlassen gemaakt, maar nooit als zodanig gepresenteerd. De Atlas Historique van l’Honoré & Châtelain is de eerste die deze twee woorden combineert in de titel.
- Bibliothèque nationale de France: cb30228539g (data)